# Labeobarbus dainellii
Labeobarbus dainellii is een  straalvinnige vissensoort uit de familie van eigenlijke karpers (Cyprinidae). De wetenschappelijke naam van de soort is voor het eerst geldig gepubliceerd in 1940 door Bini.
De soort staat op de Rode Lijst van de IUCN als Onzeker, beoordelingsjaar 2009.